# عبد الله الأكبر بن عقيل
عبد الله الأكبر بن عقيل كان من بين أصحاب الحسين بن علي، وممَّن استُشهدوا في معركة كربلاء.

## النسب
وكان لعقيل بن أبي طالب ولدان هما عبد الله: عبد الله الأكبر، وعبد الله الأصغر. وتذكر بعض المصادر أن ابنيه استشهدا في معركة كربلاء.

## في معركة كربلاء
ورد اسمه في زيارة الشهداء بأبي عبد الله بن مسلم بن عقيل.